# Борейко Сергій Михайлович
Сергій Михайлович Боре́йко (нар. 26 листопада 1912, Шумськ — пом. 1 травня 1988, Львів) — український живописець і графік; член Спілки художників України з 1955 року. Батько майстрині декоративно-ужиткового мистецтва Догмари Борейко.

## Біографія
Народився 26 листопада 1912 року у містечку Шумську (тепер місто Тернопільської області, Україна). Впродовж 1927—1934 років навчався і працював в іконописній майстерні Почаївської лаври; у 1936—1939 роках навчався в Академії Красних мистецтв у Варшаві (викладачі Тадеуш Прушковський, А. Артц, В'ячеслав Васьківський). Впродовж 1939—1941 років працював з колективом художників у Луцьку.
Брав участь у німецько-радянській війні. З 1946 року жив у Львові. Працював художником монументального цеху художньо-виробничого комбінату та у 1948—1952 роках у історичному музеї. Мешкав в будинку на вулиці Енгельса № 51, квартира 2. Помер у Львові 1 травня 1988 року.

## Творчість
Працював у галузі станкового і монументального живопису та графіки. Серед робіт:
- серія «Воїни Великої вітчизняної війни» (1944—1945);
- «Будують міст» (1947);
- «Зустріч Мстислава з Данилом Галицьким» (1951);
- «Котляревський формує козачий полк у 1812 році» (1954);
- серія «Кримські пейзажі» (1958);
- «Пісня Карпат» (1960);
- «Діти» (1960);
- «Індустріальний Львів» (1961);
- «Два покоління» (1964);
- «Руїни фортеці в Білгороді-Дністровському» (1964);
- «Білгород-Дністровський. Фортеця» (1964);
- «Натюрморт з народною керамікою» (1967);
- «Дівчина» (1968);
- «Сім'я Ульянових» (1969);
- «Козацькі могили» (1970).

портрети
- актриси Лесі Кривицької (1947);
- геолога Олега В'ялова (1951);
- дочки Догмари Борейко (1956);
- художника Романа Турина (1957);
- скульпторки Теодозії Бриж (1959);
- художниці Софії Вальницької (1966);
- Художниці Софії Караффи–Корбут (1967);
- Аріадни Труш (1971);
- музиканта Богодара Которовича (1977);
- композитора Станіслава Людкевича (1978);
- С. Костирка (1979).

монументальні роботи
- панно «Стара та нова архітектура Тернополя» в готелі «Тернопіль» (1965, співавтор Зеновій Кецало);
- керамічна мозаїка «Космос» у тернопільському кафе «Космос»;
- кольоровий рельєф «Воз'єднання»;
- мозаїка на будинку птахофабрики в Пустомитах;
- мозаїка «Естрадний концерт» на фасаді Палацу культури села Андріївки на Львівщині.
- діорама «Визволення Тернополя» (Тернопільський краєзнавчий музей);

кольорові ліногравюри
- «Два покоління» (1963);
- «Портрет Шевченка» (1964);
- «Шевченко в майстерні Сошенка»;
- «Портрет художника Левицького».

З 1947 року брав участь у обласних, всеукраїнських і всесоюзних виставках у Львові, Києві, Москві, Луцьку, Рівному, Тернополі, Ряшеві. Персональна виставка відбулася у Львівському музеї українського мистецтва у 1983 році.
Твори зберігаються в музеях Львова.